# Formica japonica
Espèce
Statut de conservation UICN

 NT  : Quasi menacé
Formica japonica est une espèce de fourmi du genre Formica . On la trouve en Russie (Extrême-Orient), en Mongolie, en Chine, en Corée, au Japon et à Taiwan. C'est l'une des fourmis les plus communes au Japon.  